# 三田政夫
三田 政夫（さんた まさお、1919年1月4日〈大正8年〉 - 没年不明〈戦死〉）は、兵庫県出身のプロ野球選手（外野手）。

## 来歴
滝川中（現滝川中学校・高等学校）在学中、1936年春（滝川中として初出場。ベスト8）、1937年春、1937年夏（滝川中として初出場。ベスト4）と甲子園に出場。中堅手を務め、1936年春と1937年春の大会で2年連続して優秀選手賞に（1937年春にはファインプレー賞にも）選ばれる等、大活躍した。中学時代のチームメイトに伊東甚吉・田中成豪・湯浅芳彰がいる。
1938年に東京巨人軍に入団。同期入団には川上哲治・千葉茂・楠安夫・吉原正喜・内海五十雄（内海哲也の祖父）・岩本章・野村高義がおり「花の13年組」と呼ばれたメンバーの1人でもあった。しかし、当時の巨人の外野は伊藤健太郎・呉波・中島治康・平山菊二がおり出場機会には恵まれず、1939年までの2年間で59試合出場、通算15安打に終わった（花の13年組では、内海〈通算20試合出場、1安打〉に次いで少ない）。1939年シーズン中に徴兵検査に合格していたため、シーズン終了後に応召される事となっていたが、シーズン最終戦となる11月16日の対名古屋軍戦（後楽園球場）に、藤本定義監督の計らいで六番左翼手でスタメン出場したのを花道に退団。その後、戦死したが、没年月日・死没場所は明らかでない。
東京ドーム敷地内にある鎮魂の碑に、彼の名前が刻まれている。

## プレースタイル
打撃練習では同期の川上哲治に負けないライナーを飛ばしていたが、身体が硬く変化球に弱かった。

## 人物
腰回りが大きい大男で、巨人入団同期の中で唯一眼鏡をかけていた。滝川中で副級長を務めていたことから、副級長のあだ名があった。性格は非常に几帳面で、部屋の中は常に整理整頓されており、街角を曲がるときも直角に曲がるほどであったという。

## 詳細情報

### 年度別打撃成績
| 年 度     | 球 団     | 試 合 | 打 席 | 打 数 | 得 点 | 安 打 | 二 塁 打 | 三 塁 打 | 本 塁 打 | 塁 打 | 打 点 | 盗 塁 | 盗 塁 死 | 犠 打 | 犠 飛 | 四 球 | 敬 遠 | 死 球 | 三 振 | 併 殺 打 | 打 率 | 出 塁 率 | 長 打 率 | O P S |
| --------- | --------- | ----- | ----- | ----- | ----- | ----- | -------- | -------- | -------- | ----- | ----- | ----- | -------- | ----- | ----- | ----- | ----- | ----- | ----- | -------- | ----- | -------- | -------- | ----- |
| 1938春    | 巨人      | 5     | 14    | 9     | 3     | 0     | 0        | 0        | 0        | 0     | 1     | 0     | --       | 1     | --    | 4     | --    | 0     | 1     | --       | .000  | .444     | .000     | .444  |
| 1938秋    | 巨人      | 11    | 15    | 13    | 1     | 0     | 0        | 0        | 0        | 0     | 3     | 1     | --       | 0     | --    | 1     | --    | 1     | 5     | --       | .000  | .077     | .000     | .077  |
| 1939      | 巨人      | 43    | 84    | 79    | 5     | 15    | 2        | 0        | 0        | 17    | 9     | 0     | --       | 0     | 0     | 5     | --    | 0     | 6     | --       | .190  | .238     | .215     | .453  |
| 通算：2年 | 通算：2年 | 59    | 113   | 101   | 9     | 15    | 2        | 0        | 0        | 17    | 13    | 1     | --       | 1     | 0     | 10    | --    | 1     | 12    | --       | .149  | .232     | .168     | .400  |

### 背番号
- 29 （1938 - 1939年）[7]